# François-Victor La Beste
François-Victor La Beste est un homme politique français né le 23 mars 1746 à Cumières (Marne) et décédé le 12 mai 1798 au même lieu.
Propriétaire terrien, il est député du tiers état aux états généraux de 1789 pour le bailliage de Reims. Il siège dans la minorité mais ne joue aucun rôle parlementaire.

## Sources
- « François-Victor La Beste », dans Adolphe Robert et Gaston Cougny, Dictionnaire des parlementaires français, Edgar Bourloton, 1889-1891 [détail de l’édition]